# Мельничук, Владимир Валерьевич
Владимир Валерьевич Мельничук (укр. Володимир Валерійович Мельничук; 22 августа 1974 — 20 февраля 2014, Киев) — украинский активист Евромайдана. Герой Украины (2014, посмертно).

## Биография
Был активистом Майдана с самого начала. Участвуя в акции протеста снимал видео и фото в горячих точках Майдана, вывозил раненых, доставлял продукты, убирал улицу, принимал участие в возведении баррикад. Умер 20 февраля от пулевого ранения. Убийство Мельничука произошло при достаточно странных обстоятельствах и вызвало широкое обсуждение. По данным следствия, Мельничук получил огнестрельное ранение из автомата Калашникова около 17:00, возле Октябрьского дворца, последним среди погибших 20 февраля. На площади в это время уже было тихо и давно не было слышно выстрелов. Споры также вызвало место откуда мог быть убит Мельничук: журналистами и следствием рассматривались как выстрел из-за  бетонных баррикад милиции на Институтской, так и со стороны гипотетического снайпера с гостиницы «Украина».

## Награды
- Звание Герой Украины с удостаиванием ордена «Золотая Звезда» (21 ноября 2014 года, посмертно) — за гражданское мужество, патриотизм, героическое отстаивание конституционных принципов демократии, прав и свобод человека, самоотверженное служение Украинскому народу, проявленные во время Революции достоинства[5]
- Медаль «За жертвенность и любовь к Украине» (УПЦ КП, июнь 2015 г.) (посмертно)[6]